# Демпфер рыскания

Рыскание модели самолёта

Де́мпфер ры́скания — электрогидравлическое устройство, предназначенное для улучшения собственных демпфирующих свойств самолёта в путевом канале рыскания. Включает в себя датчики скорости рыскания и процессор, который подаёт сигнал на исполнительный механизм, подключённый к рулю.
При вращении самолёта относительно нормальной оси киль получает дополнительную скорость движения направленную перпендикулярно вектору скорости самолёта. 
Благодаря этой дополнительной скорости направление потока воздуха, набегающего на киль, изменяется и возникает дополнительная боковая сила, создающая момент, противодействующий начавшемуся вращению. Этот момент называется демпфирующим, т.к. он появляется только при наличии вращения самолёта. Демпфирование — свойство движущегося тела противодействовать возникающему вращению. Основная причина установки демпфера рыскания на самолёт это предотвращение боковых колебаний типа «голландский шаг». Такой вид бокового движения самолёта характеризуется взаимосвязанными колебаниями по крену и скольжению. Причём колебания по скольжению отстают по фазе от колебаний по крену, что связано со слабой путевой и чрезмерной поперечной устойчивостью. Крен самолёта является причиной возникновения скольжения самолёта, устранение которого происходит с запаздыванием из-за слабой путевой устойчивости. Возникшее скольжение провоцирует энергичное кренение самолёта в противоположную сторону из-за повышенной поперечной устойчивости и процесс повторяется. При полёте на большой высоте и малой скорости демпфирование этих колебаний может сильно ухудшиться. На тяжелых самолётах для гашения колебаний используются демпферы рыскания.
На некоторых самолетах установлены автоматы демпфирования по всем трем каналам (демпферы рыскания, тангажа и крена).

#### Демпфер аэроупругих колебаний
Демпфер аэроупругих колебаний — самостоятельная бортовая электронная система или подсистема в составе системы автоматического управления полётом (САУ), предназначенная для автоматического гашения короткопериодических колебаний самолёта, неизбежно возникающих при изменениях полётных режимов и, что особенно важно, для предотвращения непроизвольной раскачки самолёта лётчиком, что может привести к значительным перегрузкам и разрушению конструкции. В техническом плане состоит из группы гироскопических датчиков, контролирующих угловые перемещения самолёта в пространстве по трём осям, электронной схемы обработки и усиления сигналов демпфирования и исполнительных агрегатов, включённых последовательно в механическую проводку управления, либо эти сигналы подмешиваются к другим сигналам управления САУ. Как и все остальные системы, прямо влияющие на безопасность полётов, в демпфере колебаний применяются меры для повышения надёжности функционирования - многоканальность, дублирование, системы контроля.

#### Аварийные материалы
Самолёт Ту-22 конструктивно был склонен к продольной прогрессирующей раскачке, и при испытаниях опытная машина была потеряна в катастрофе. На самолёт поэтапно установили демпфер тангажа ДТ-105А, автомат продольной устойчивости АУ-105А, автомат дополнительных усилий АДУ-105А, и проблема была почти полностью устранена.
При испытаниях самолёта Су-27 из-за неправильного алгоритма работы канала продольного демпфирования разрушилась из-за предельной перегрузки опытная машина, лётчик-испытатель погиб.